# ¿Si sabrá más el discípulo?

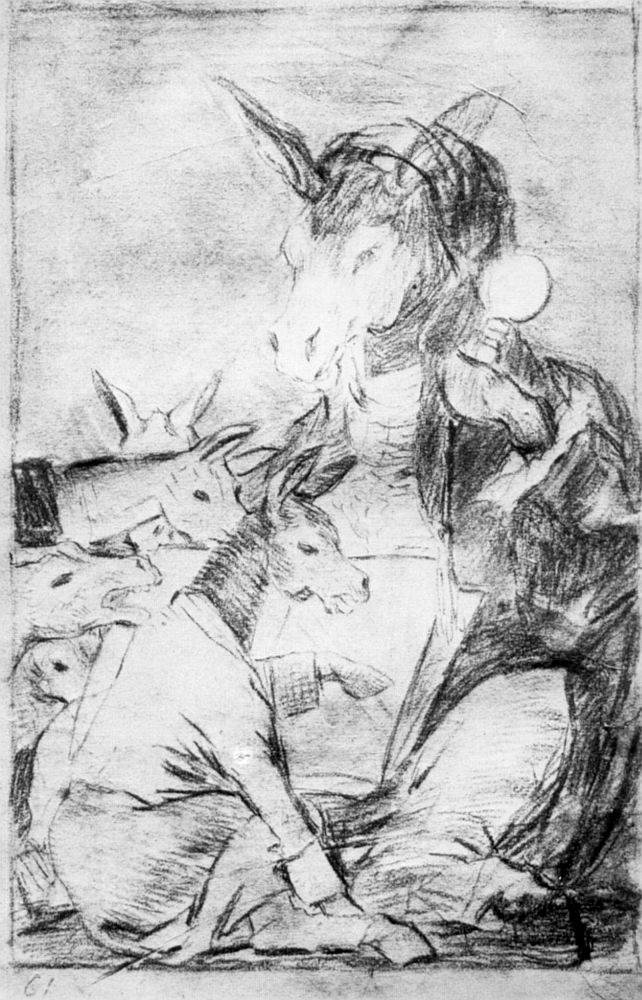
Dibujo preparatorio.

El aguafuerte ¿Si sabrá más el discípulo? es un grabado de la serie Los caprichos del pintor español Francisco de Goya. Está numerado con el número 37 en la serie de 80 estampas. Se publicó en 1799.

## Interpretaciones de la estampa
Existen varios manuscritos contemporáneos que explican las láminas de los Caprichos. El que se encuentra en el Museo del Prado se tiene como autógrafo de Goya, pero parece más bien despistar y buscar un significado moralizante que encubra significados más arriesgados para el autor. Otros dos, el que perteneció a Ayala y el que se encuentra en la Biblioteca Nacional, realzan la parte más escabrosa de las láminas.
- Explicación de esta estampa del manuscrito del Museo del Prado: No se sabe si sabrá más o menos, lo cierto es que el maestro es el personaje más grave que se ha podido encontrar.[2]

- Manuscrito de Ayala: Los maestros burros no pueden sacar otra cosa más que borriquillos.[2]

- Manuscrito de la Biblioteca Nacional: Un maestro burro no puede enseñar más que a rebuznar.[2]

En resumen un burro, el profesor mismo, pretende enseñar a otros semejantes a él; una crítica de la enseñanza de la época.

## Las estampas de Asnerías
- Capricho n.º 37: ¿Si sabrá más el discípulo?
- Capricho n.º 38: ¡Bravísimo!
- Capricho n.º 39: Hasta su abuelo
- Capricho n.º 40: ¿De qué mal morirá?
- Capricho n.º 41: Ni más ni menos
- Capricho n.º 42: Tú que no puedes